# André Devigny
André Devigny, né le 25 mai 1916 à Habère-Lullin (Haute-Savoie) et  mort le 12 février 1999 à Rumilly, est un général et résistant français, compagnon de la Libération et grand officier de la Légion d'honneur.
Au cours de la Seconde Guerre mondiale, il combat en 1939-1940 lors de la campagne de France au 5e régiment de tirailleurs marocains (5e RTM), puis, après la défaite,  s'engage dans la résistance. Son arrestation en avril 1943 par les Allemands, sa détention à la prison Montluc à Lyon et son évasion le 25 août, trois jours avant son exécution, sont relatées dans une série d'articles du Figaro Littéraire d'après-guerre, puis dans son livre publié en 1956 intitulé Un condamné à mort s'est échappé. Son histoire est immortalisée en 1956 par un film de Robert Bresson, Un condamné à mort s'est échappé, qui aura le prix de la mise à scène au festival de Cannes en 1957. Après son évasion, il reprend le combat à partir d'août 1944 au bataillon de choc du commandant Gambiez, au sein de la 1re armée française du général De Lattre, et participe à la libération de la France.
Après-guerre, il joue un rôle important dans les services secrets en tant que chef du service Action (SA) du SDECE de 1964 à 1970.
Plusieurs fois blessé au cours de son parcours militaire exceptionnel, il est titulaire de 12 citations et de nombreuses décorations françaises et étrangères.

## Biographie

### Famille
André Devigny est le fils de Joseph Devigny (1885-1974) et Sylvie Dufourd, une famille d’agriculteurs et de militaires de forte tradition patriotique. Il se marie en aout 1937 avec Olga Caccia, avec qui il a quatre enfants.

### Études
Élève pupille de la Nation, il fait ses études à La Roche-sur-Foron et à Annecy puis entre à l’École normale d’instituteurs de Bonneville. Il rejoint ensuite l'École militaire de Saint-Maixent, puis celle d'Aix-en-Provence.

### Seconde Guerre mondiale

#### Campagne de France (1939-1940)
Lorsque la Seconde Guerre mondiale éclate, le jeune sous-lieutenant du 5e régiment de tirailleurs marocains (5e RTM) André Devigny part en première ligne en Lorraine.
En décembre 1939, après une préparation d’artillerie, la position tenue par sa section est violemment attaquée par une compagnie allemande. Dans cet affrontement meurtrier à un contre trois, il engage une contre-attaque à la baïonnette après épuisement des munitions  et les survivants parviennent à repousser l'ennemi en lui infligeant de lourdes pertes. Cette action lui vaut, à 23 ans, d'être fait chevalier de la Légion d'honneur à Villers-Cotterets remise par le général de Juvigny. Il prend part ensuite à la bataille de France en mai 1940 et est grièvement blessé à Ham. Il est évacué vers l’hôpital de Bordeaux. 
Voulant rejoindre Londres à la fin de 1940, André Devigny contacte les services de renseignements britanniques à Genève. Compte tenu de son appartenance au 5e RTM  ceux ci l’orientent sur le Maroc, à Port-Lyautey, pour participer à la préparation du débarquement allié, lequel aura lieu le 8 novembre 1942 à cet endroit. Après avoir appris son admission à l'école Saint-Maixent il rejoint la métropole le 1er juillet 1942 pour intégrer celle-ci du 16 juillet jusqu'au 1er octobre.

#### Résistance
Afin de poursuivre le combat, André Devigny prend contact avec le consul anglais à Genève qui le recommande au colonel Groussard. Ce dernier lui confie la mission d'organiser un réseau de renseignement militaire couvrant la zone sud de la France. Ce réseau, dit « Gilbert », pseudonyme du colonel Groussard, est rapidement constitué, opérationnel et efficace par la disponibilité des officiers mis en congé d'armistice par l’invasion de la zone sud, en novembre 1942. La préparation du débarquement en Provence, du sabotage de la poudrerie de Toulouse, et l’exécution du dangereux chef du contre-espionnage italien, sont parmi ses premières tâches. Il crée également un service de passage vers la Suisse qui sera utilisé par toute la Résistance.
Infiltré par un redoutable agent double de l'Abwehr, Robert Moog (le même qui arrêta Jean Moulin à Caluire le 21 juin 1943), le réseau est trahi, mais reste opérationnel grâce à son cloisonnement. André Devigny est arrêté en gare d’Annemasse par la Gestapo le 17 avril 1943, et l’un de ses adjoints, le capitaine Bulard abattu à Lyon. Interné à la prison Montluc à Lyon, il passe une première nuit dans la cellule No 13 au rez-de-chaussée du bâtiment cellulaire. Dès le lendemain, il est emmené au siège de la Gestapo pour poursuivre son interrogatoire. Dès son retour à Montluc le soir du 19 avril, il est transféré dans la cellule No 45. Ces interrogatoires se poursuivent jusqu’au 15 mai 1943, période pendant laquelle il est notamment torturé par Klaus Barbie. Au cours d'un transfert de la prison au siège de la Gestapo, il tente une première évasion mais est aussitôt repris.
De la cellule 45, située au rez-de-chaussée dans le quartier des condamnés à mort, il réussit à entrer en contact avec un détenu politique, Charles Bury (ancien chef de la censure à Saint-Étienne) qui lui permet de faire sortir quelques lettres de la prison, destinées à sa famille et son réseau. Il est ensuite transféré dans la cellule 107 le 2 juin 1943 au 2e étage du bâtiment cellulaire de la prison.  

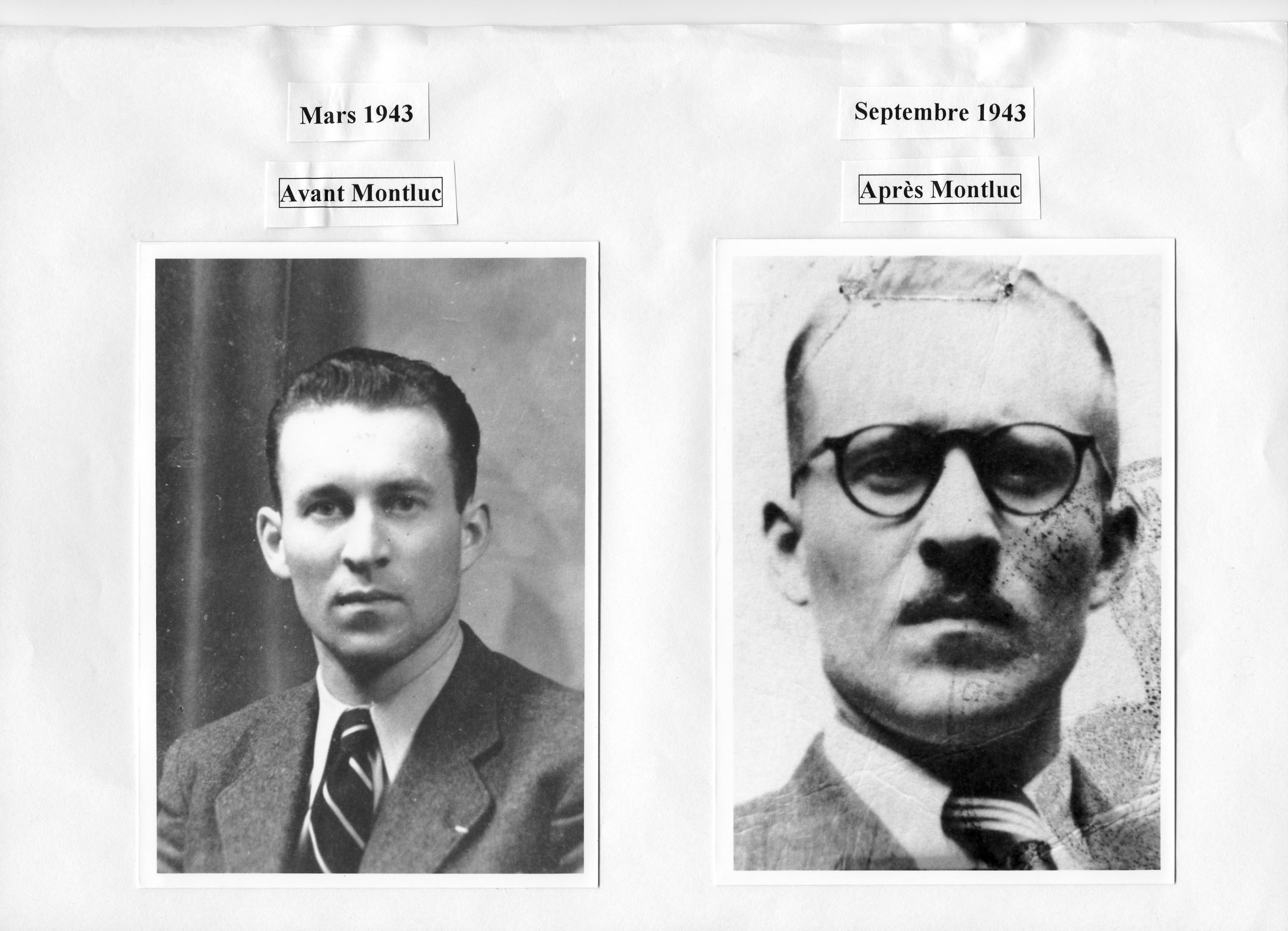

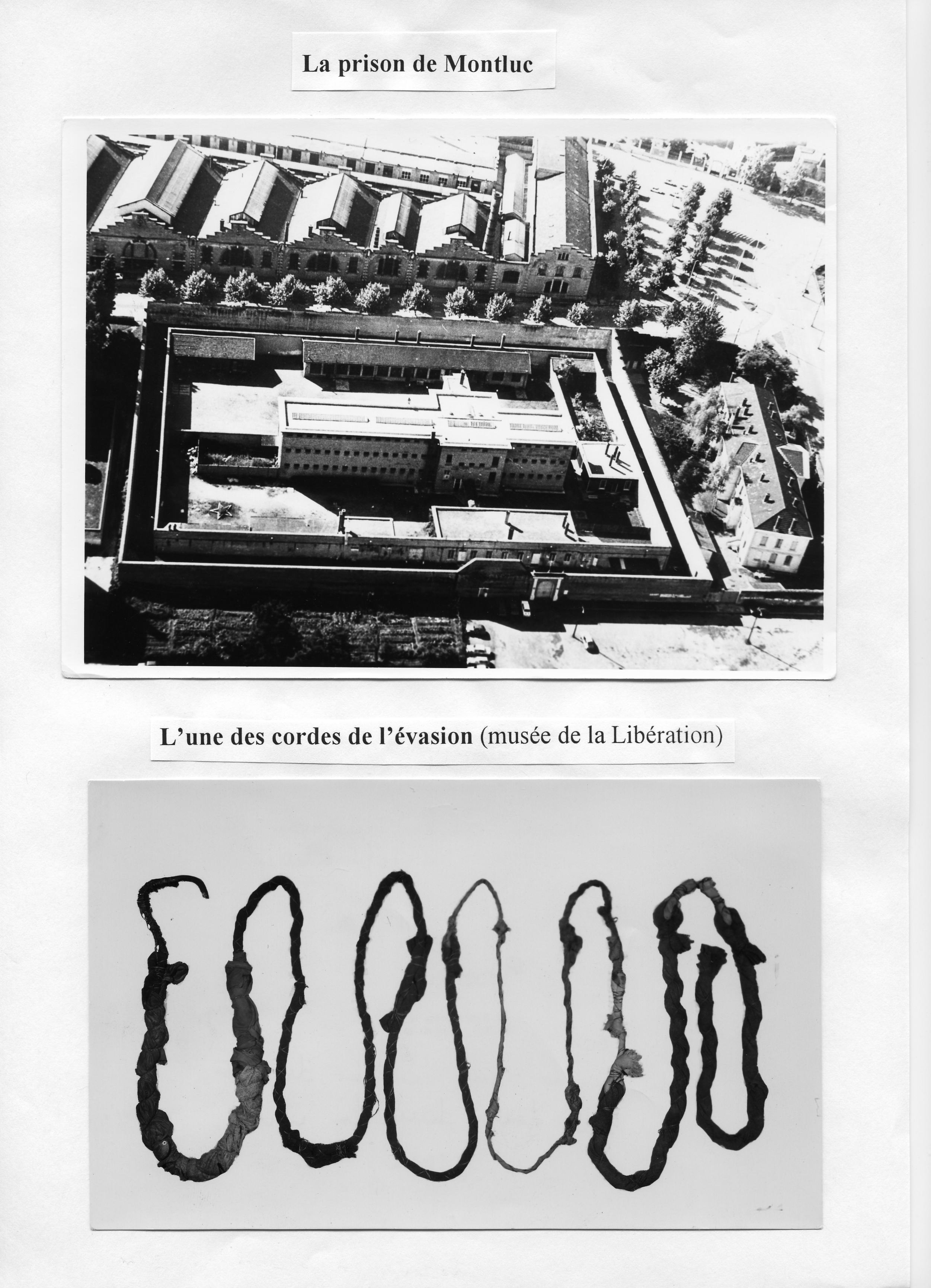
Prison Montluc et l'une des cordes.

De cette cellule, il prépare minutieusement un plan d'évasion. Constatant la présence d'un bois plus tendre faisant la jonction entre les planches de sa porte, il se met à creuser ce bois à l'aide de sa cuillère. Après trois semaines de travail, il est capable de sortir dans le couloir du 2e étage. Après avoir reçu un colis, il découpe en lanières les vêtements reçus ainsi qu'une couverture, et en tresse des cordes avec les fils de fer de son sommier. Il fabrique également deux crochets avec l'armature métallique de la lanterne de sa cellule.
Le 20 août 1943, sa condamnation à mort lui est notifiée par la cour martiale allemande. Le même jour, un nouveau détenu arrive dans sa cellule. Après quelques jours d'hésitation, il se confie à son codétenu et décide de l'emmener avec lui. Dans la nuit du 24 au 25 août 1943, il met son projet à exécution et ils s'évadent de nuit dans des conditions spectaculaires.
Cette évasion a été portée à l'écran en 1956 par Robert Bresson sous le titre "un condamné à mort s'est échappé" . Après une courte halte chez un ami lyonnais, ils reprennent leur fuite et sont arrêtés aussitôt par des militaires en manœuvre le long du Rhône. André Devigny réussit à s'échapper en sautant dans le fleuve et en s'y cachant pendant près de 5 heures. Il trouve alors refuge dans une famille de Lyonnais. Après 3 semaines de repos, il parvient à regagner la Suisse grâce aux faux papiers procurés par un cadre de la SNCF.

#### Campagnes de France et d'Allemagne (1944-1945)
Afin de rejoindre la 1re armée française du général De Lattre en cours de constitution à Alger, il rejoint l'Espagne sous une fausse identité, et de là, l'Afrique du Nord. Volontaire au bataillon de choc du commandant Gambiez, il participe au débarquement en Provence en août 1944 et remonte vers l'Allemagne avec les armées alliées.
En 1944, il est nommé capitaine, en 1945 fait compagnon de la Libération, et en 1946 promu officier de la Légion d'honneur et chef de bataillon. Il a trente ans.

### Forces françaises en Allemagne (FFA)
André Devigny effectue ensuite son temps de commandement, en Allemagne au 7e régiment de tirailleurs algériens (7e RTA), où il s’attache à faire de son unité un exemple d’excellence, particulièrement aux yeux des Alliés. Le général Eisenhower, commandant des forces alliées en Europe, lui fait l’honneur d’une visite en souvenir du débarquement de 1942 au Maroc.

### Direction des sports militaires
Au cabinet du ministre des Armées, en 1951, il assure la direction des sports militaires, du bataillon de Joinville et de l’École de haute montagne de Chamonix. Il s’attache à développer les synergies entre les valeurs sportives et militaires, puis engage résolument les sports militaires dans de nombreuses compétitions internationales. Il est élu président du CISM (Comité international des sports militaires) à l’unanimité des 23 nations adhérentes.

### Guerre d'Algérie (1955-1962)
Colonel, chef de secteur opérationnel dans le sud algérien de 1955 à 1962, André Devigny est de nouveau blessé au combat en mai 1959. Son avion de reconnaissance est abattu et s'écrase dans le sable (le pilote est tué). Sérieusement blessé et recouvert d'essence (par miracle non enflammée) il sera récupéré par hélicoptère et reprendra aussitôt la direction des opérations. Son efficacité opérationnelle est remarquée une fois de plus dans cet épisode. Bien après et durant près de trois décennies, des délégations de nomades sahariens viendront régulièrement lui soumettre, en France, les différents problèmes de leur collectivité légitimant ses qualités d'administrateur et d'homme de paix. Il est promu commandeur de la Légion d'honneur le 19 février 1957.
Durant la tragique période d’achèvement du conflit, ayant conduit à l'indépendance de l'Algérie, il aura pris position pour la légalité républicaine.

### Haut magistrat à la Cour de sûreté de l'État
Rentré en métropole, il dirige la préparation militaire supérieure de Paris et la préparation militaire parachutiste pour l’ensemble du pays. Le général de Gaulle le nomme également haut magistrat à la Cour de sûreté de l'État, où ses positions modérées et pragmatiques sont appréciées par toutes les parties.

### Chef du Service Action (SA) du  SDECE (1964-1970)
Il est affecté en 1964 au cabinet du chef d’état major de l’Armée de terre en tant que directeur du Service Action (SA) du SDECE avec direction de la délégation annuelle française au comité allié. Il met en œuvre la réorganisation de grande ampleur nécessitée par la nouvelle donne internationale. Les missions du « Service Action » dans un contexte d’enjeux majeurs et de tensions exacerbées au Moyen-Orient, dans le Pacifique, en Afrique, et à l’Est, ont porté très haut les responsabilités confiées par l’État à André Devigny. Par ailleurs, il s’attache avec opiniâtreté à faire admettre l’importance de préparer la guerre clandestine dès le temps de paix. Il fait partie des cadres du SDECE à conserver leur poste après l'arrivée d'Alexandre de Marenches au poste de Directeur général. Il quitte le service en 1970.

### Dernières années
Promu général de brigade en 1971, il se retire ultérieurement dans sa Haute-Savoie natale. Il acquiert le château des Onges à Hauteville-sur-Fier, qu'il remet en état et l'accompagne par la plantation d'un parc boisé. De là, à l’occasion de nombreuses interventions publiques, il adresse aux jeunes générations un message « martelant la valeur de l’exemple et le prix de la liberté ». 
Élevé à la dignité de grand officier de la Légion d'honneur le 23 juin 1994, il meurt le 12 février 1999 à Rumilly.
André Devigny,, est inhumé au petit cimetière d’Hauteville-sur-Fier en Haute-Savoie, où la place de la mairie porte son nom. De nombreux hommages lui sont rendus dans la presse aussi bien en France,, qu'à l'étranger,.

## Décorations

### Françaises
- Grand officier de la Légion d'honneur par décret du 23 juin 1994[15]
- Compagnon de la Libération par décret du 27 décembre 1945[16]
- Croix de guerre 1939–1945 (8 citations)
- Croix de la Valeur militaire (4 citations)
- Médaille de la Résistance française par décret du 24 avril 1946[17]
- Médaille des évadés
- Commandeur de l'ordre du Mérite sportif‎

### Étrangères
- Croix militaire (Royaume-Uni)
- Officier de l'ordre de la Couronne (Belgique)
- Croix de guerre (Belgique)

## Publications
- Un condamné à mort s'est échappé, Gallimard, 1956[1].
- Je fus ce condamné, Presse de la Cité, 1978 [3].

## Sources biographiques
- Mathieu Rebière, « L'évasion Lyon  juin 1943 », dossier historique d'Adrien Allier avec photos, fac simile des lettres authentiques d'André Devigny et plans de la prison de Montluc (pages 111 à 120) en support de la publication illustrée de Matthieu Rebière (bande dessinée), Éditions Jarjille, juin 2021.
- Bruno Peremezel, « Montluc antichambre de l'inconnu 1942-1944 », BGA Permezel, 1999.
- Jean-Christophe Notin, « 1061 Compagnons : histoire des compagnons de la libération », LAP Perin, 2000.
- Musée de l'Ordre de la Libération, « André Devigny »